# Xã 7, Quận Morris, Kansas
Xã 7 (tiếng Anh: Township 7) là một xã thuộc quận Morris, tiểu bang Kansas, Hoa Kỳ. Năm 2010, dân số của xã này là 262 người.